# Pteroselinum
Pteroselinum es un género  de plantas herbáceas perteneciente a la familia de las apiáceas.    Comprende 11 especies descritas.

## Taxonomía
El género fue descrito por Ludwig Reichenbach y publicado en Flora Germanica Excursoria 453. 1832.

## Especies
A continuación se brinda un listado de las especies del género Pteroselinum aceptadas hasta septiembre de 2012, ordenadas alfabéticamente. Para cada una se indica el nombre binomial seguido del autor, abreviado según las convenciones y usos.
- Pteroselinum alsaticum Rchb.
- Pteroselinum austriacum Rchb.
- Pteroselinum chabraei Rchb.
- Pteroselinum glaucum Rchb.
- Pteroselinum intermedium Schur
- Pteroselinum montanum Rchb.
- Pteroselinum nebrodense Guss.
- Pteroselinum peucedanoides Rchb.
- Pteroselinum rablense Rchb.
- Pteroselinum sibiricum Rchb.
- Pteroselinum transsilvanicum Schur